# 南排河
南排河也称南排水河，位于中华人民共和国河北省东部的一条人工开挖的排沥河道，开挖于1960年。南排河上承老盐河和清凉江来水，两河于泊头市文庙镇东北汇流，然后向东北流至乔官屯村西南分为两支，一支向东北分流成为黑龙港河本支，一支向东即为“南排河”。南排河干流自乔官屯起向东偏北流，流经沧县东南部和黄骅市中部等地区，于黄骅市南排河镇注入渤海。河长99千米，汇流面积13707平方千米。南排河在沧县张官屯乡肖家楼村西北通过肖家楼穿运倒虹吸工程穿越南运河，第一次实现了将运河以西的水径直排入渤海。